# Coutarea mollis
Coutarea mollis är en måreväxtart som beskrevs av Adelbert von Chamisso. Coutarea mollis ingår i släktet Coutarea och familjen måreväxter. Inga underarter finns listade i Catalogue of Life.